# Jānis Lūsis
Jānis Lūsis (in russo Янис Вольдемарович Лусис?, Janis Vol'demarovič Lusis; Jelgava, 19 maggio 1939 – Riga, 29 aprile 2020) è stato un giavellottista sovietico.
Medaglia d'oro ai Giochi olimpici del 1968, era marito della connazionale giavellottista olimpica Ėl'vira Ozolina.

## Palmarès
| Anno | Manifestazione | Sede              | Evento                 | Risultato | Prestazione | Note                     |
| ---- | -------------- | ----------------- | ---------------------- | --------- | ----------- | ------------------------ |
| 1962 | Europei        | Belgrado          | Lancio del giavellotto | Oro       | 82,04 m     | Record dei campionati    |
| 1963 | Universiadi    | Porto Alegre      | Lancio del giavellotto | Oro       | 79,77 m     | Record delle Universiadi |
| 1964 | Olimpiadi      | Tokyo             | Lancio del giavellotto | Bronzo    | 80,57 m     |                          |
| 1966 | Europei        | Budapest          | Lancio del giavellotto | Oro       | 84,48 m     | Record dei campionati    |
| 1968 | Olimpiadi      | Città del Messico | Lancio del giavellotto | Oro       | 90,10 m     | Record olimpico          |
| 1969 | Europei        | Atene             | Lancio del giavellotto | Oro       | 91,52 m     | Record dei campionati    |
| 1971 | Europei        | Helsinki          | Lancio del giavellotto | Oro       | 90,68 m     |                          |
| 1972 | Olimpiadi      | Monaco            | Lancio del giavellotto | Argento   | 90,46 m     |                          |
| 1974 | Europei        | Roma              | Lancio del giavellotto | 6º        | 83,06 m     |                          |
| 1976 | Olimpiadi      | Montréal          | Lancio del giavellotto | 8º        | 80,26 m     |                          |

## Altre competizioni internazionali
1965
- Coppa Europa di atletica leggera ( Stoccarda)

1967
- Coppa Europa di atletica leggera ( Kiev)

1973
- Coppa Europa di atletica leggera ( Edimburgo)